# Verônica Sterman
Verônica Abdalla Sterman é uma advogada brasileira.
Graduou-se em direito pela Pontifícia Universidade Católica de São Paulo (PUC-SP) e concluiu especialização em direito penal econômico pela Fundação Getulio Vargas (FGV). Também cursou mestrado em direito processual penal na Universidade de São Paulo (USP), sem conclusão do curso.
É sócia do escritório Abdalla Sterman Advogados desde 2013. Atuou como advogada da parlamentar Gleisi Hoffmann e do ex-ministro das Comunicações Paulo Bernardo em casos relacionados à Operação Lava Jato, nos quais foram ambos absolvidos. Também teve entre seus clientes Geraldo Alckmin.
Em 2024, integrou a lista tríplice da Ordem dos Advogados do Brasil (OAB) para o cargo de desembargador do Tribunal Regional Federal da 3.ª Região (TRF-3) pelo quinto constitucional e recebeu os apoios de Gleisi Hoffmann (então presidente do Partido dos Trabalhadores) e Geraldo Alckmin (então vice-presidente da República), porém o presidente Luiz Inácio Lula da Silva nomeou para a vaga o advogado Marcos Moreira de Carvalho.
Em 8 de março de 2025 (Dia Internacional das Mulheres), foi indicada por Lula para o cargo de ministra do Superior Tribunal Militar (STM), sendo a segunda mulher indicada para a corte militar, após Maria Elizabeth Rocha, nomeada também por Lula em 2007. Em 13 de agosto de 2025, a indicação de Sterman foi aprovada pelo Senado Federal, com 51 votos favoráveis e 16 contrários.